# Autoverhuur
Een autoverhuurbedrijf is een onderneming die auto's verhuurt.

## Geschiedenis
Door de toename van de mobiliteit in de afgelopen eeuw ontstond behoefte aan een nieuw soort dienst, autoverhuur. Zakenlieden waren de belangrijkste klanten, gewoonlijk reisden zij per trein en later per vliegtuig. Omdat niet alle plaatsen makkelijk en efficiënt bereikbaar waren ontstond de behoefte aan de mogelijkheid om vanaf een spoorwegstation of vliegveld verder te reizen per auto. Autoverhuurbedrijven ontstonden om aan deze behoefte te voorzien.
De eerste autoverhuurbedrijven ontstonden in de Verenigde Staten van Amerika, na de introductie van de Ford Model T als automobiel voor massaproductie. Walter L. Jacobs opende in september 1918 op 22-jarige leeftijd als een van de eersten ter wereld een autoverhuurbedrijf in Chicago. Hij begon met een tiental Ford Model T's, die hij zelf repareerde en overspoot.
In Europa opende Martin Sixt in 1912 zijn deuren. Hij was een van de eerste autoverhuurders in Europa met zeven auto's. Hij verhuurde Mercedes en Deutz-Luxus.